# Cuisine de Tokelau
La cuisine de Tokelau ou gastronomie tokélaouane (Meakai tokelau) regroupe les traditions et pratiques culinaires de la nation insulaire de Tokelau.

## Produits et ingrédients
Les cultures vivrières traditionnelles des Tokélaouans étaient la noix de coco (niu), le pandanus (fala), le noni (nonu), la figue des teinturiers (mati) et la marante (māhoā). Parmi celles-ci, la noix de coco et le fruit du pandanus étaient considérés comme les principales cultures vivrières, tandis que le noni, la figue des teinturiers et la marante étaient considérés comme des aliments de famine, consommés uniquement en période de disette. La noix de coco en particulier était un élément très important du régime alimentaire, constituant la majorité de l'apport énergétique des Tokélaouans. La drupe de la noix de coco était préparée et consommée sous diverses formes ; la viande, le lait et l'huile sont tous largement utilisés dans de nombreuses préparations de repas. La sève de la spathe de la fleur coupée était également recueillie et consommée comme boisson ou bouillie en un sirop rouge (kaleve kukula) qui était utilisé comme édulcorant pour divers plats.

### Les noix de coco
Les neuf stades de croissance de la noix sont reconnus pour ses diverses utilisations :
- Puakoili : premier stade de la jeune noix.
- Mokomoko : substance molle à la base de l’enveloppe, croissance fibreuse partiellement développée, chair en cours de formation.
- Matatulua : chair molle recouvrant l’intérieur de la coque.
- Sua : stade de la boisson.
- Niu mata : chair plus épaisse et au stade de la consommation.
- Angalele : chair ferme.
- Popo : chair dure (katinga) et utilisée pour râper.
- Takataka : liquide séché, chair détachée de la coque.
- Uto : cavité remplie d’une substance molle et légère. À ce stade, la chair est sèche et dure ; elle se détache de la coque et peut être frottée à l’intérieur.

Lorsqu’une noix atteint le stade mokomoko, elle est décortiquée, puis la substance cellulaire molle entre les fibres est grattée et cuite avec les autres parties de la noix. La chair molle et pâteuse de la jeune noix est appelée ngai, et la chair dure du stade popo est appelée katinga. Le katinga est râpé dans une passoire, à partir de l'enveloppe en tissu de la jeune fleur, pour en extraire la crème blanche et sucrée (lolo katinga). Le jus de la noix, quel que soit son stade, est appelé suasua. Les jeunes noix sont trop amères pour être bues, et les vieilles noix trop plates. L'uto qui remplit la cavité de la vieille noix est considéré comme un mets délicat.
La crème de noix de coco est la forme de noix de coco la plus utilisée en cuisine. La noix ouverte est râpée et les fines particules sont récupérées dans un bol en bois sous le râpeur. On les recueille dans une passoire en fibres de noix de coco verte ou dans un morceau de coque, que l'on tord pour en extraire l'huile crémeuse. On l'ajoute à de nombreux plats de poisson ou de pandanus, et on prépare divers puddings vaisu.

### Le pandanus
La plante fruitière du fala ou pandanus pousse sur tous les atolls et, avec la noix de coco, constitue l'aliment végétal le plus important du régime alimentaire local. Son origine est inconnue. On le consomme cru ou cuit. Les extrémités tendres des fruits mûrs doivent être écrasées avant d'être mâchées. Les enfants les mangent entre les repas lorsqu'ils ont faim. Les extrémités dures sont jetées. Les fleurs du fala pandanus sont conservées en coupant les extrémités mûres avec une coque et en les enveloppant dans des paquets de feuilles de laumca. Elles sont ensuite cuites sur des pierres chaudes et séchées au soleil. Le fruit séché (fala fakapita) est soigneusement emballé dans des paniers en feuilles de cocotier fraîchement confectionnés (kete) et suspendu dans la maison pour la saison où il ne peut être cueilli. Ainsi, il se conserve environ trois mois. On y ajoute souvent de la crème de coco avant la cuisson, ce qui donne une préparation très sucrée.

### Les autres arbres fruitiers
Les fruits de deux arbres sauvages sont consommés occasionnellement, notamment en période de famine. Une espèce de ficus possède de petites baies vert brunâtre (mati) très savoureuses bouillies dans du jus ou de la crème de coco. Le nonu produit des fruits vert clair, acidulés et secs. Ils sont consommés crus par les enfants et bouillis pour le repas familial en période de famine.
Les Européens ont appris aux habitants natifs à créer du sol à partir du terreau de feuilles déposé dans les massifs et à cultiver dans leurs jardins la papaye (esi, Carica papaya), les bananes (fa'i), du pulaka (Cyrtosperma chamissonis) en grande quantité et du ta'amu (Alocasia macrorrhiza), un tubercule grossier de la famille du taro. Ce dernier est la seule variété de taro à avoir suffisamment poussé pour faire partie de l'alimentation quotidienne. Trois variétés d'arbres à pain, l'ulu aveaveloloa, l'ulu lalo et l'ulu maopo, ont été introduites à Fakaofu et y poussent bien. Les arbres sont grands, mais leurs fruits, petits, restent un luxe. Aucun arbre à pain n'a été observé à Atafu. Les papayes et les bananes introduites sont petites. La marante polynésienne (masoa) pousse librement à Atafu, mais est peu utilisé dans la cuisine locale.

### Les poissons
Le poisson est l'aliment de base carné qui fournit des protéines à l'alimentation. Crustacés, crabes, écrevisses, tortues et calmars complètent ce régime alimentaire marin. Les oiseaux de mer capturés au piège et au filet, ainsi que leurs œufs, ne représentent qu'une infime partie de l'alimentation. Récemment introduits, les porcs et les volailles sont désormais présents dans toutes les familles. Plusieurs poissons, notamment la bonite (atu), sont consommés crus avec beaucoup de plaisir. Ils sont généralement préparés en les faisant griller sur les galets de corail chauds du four, les gros poissons étant coupés en darnes et les petits poissons posés sur les braises sans être nettoyés. 

## Mets et plats
- Lolo fala : un pudding à base de pulpe de pandanus et de crème de noix de coco, parfois épaissi avec de l'amidon. Ce plat de légumes cuisiné courant aux îles Tokelau est composé de noix de coco et de fala râpés et mélangés, pressés en petites boules, puis placés dans des feuilles de palmier pour la cuisson au four. Ce même mélange de noix de coco et de fala, additionné de crème de coco (lolo fala fakapita), est disposé dans des coupelles en noix de coco et cuit sur des fours en corail chaud. Le fala tranché est également cuisiné de cette manière avec de la crème de coco pour obtenir le lolo fala. On le mélange également avec le noyau râpé d'une jeune noix de coco et on le cuit dans des feuilles de laumea (kofu) pour obtenir le seoseo mata[1].
- Ota : un plat de poisson cru.
- 'Otai : une boisson à base de chair de noix de coco râpée, de lait et d'eau mélangés.
- Puleleti : une confiserie à base de noix de coco desséchée et de sirop de noix de coco roulée en boules.
- Puta : un beignet rond.
- Tatuna : résidu de crème de noix de coco séparé pendant le processus de fabrication de l'huile de noix de coco, généralement formé en boules et mangé avec du pandanus.
- Tupelepele : un aliment gélatineux à base de chair de noix de coco râpée et d'eau de noix de coco, épaissi avec de l'amidon.
- Vaihalo : une bouillie à base de noix de coco.
- Le vaisu ta moko est un plat cuisiné très sucré, préparé uniquement à partir de noix de coco. La chair de noix de coco (katinga) est découpée et légèrement saisie ou rôtie en y ajoutant du corail chaud « pour lui donner un parfum ». Le mokomoko est gratté pour détacher les fibres et mélangé au jus de noix de coco[1].